# Krajná Poľana
Krajná Poľana – wieś (obec) na Słowacji w kraju preszowskim, powiecie Svidník. Pierwsze wzmianki o wsi pochodzą z roku 1618. W 2011 roku zamieszkiwało ją 213 osób.

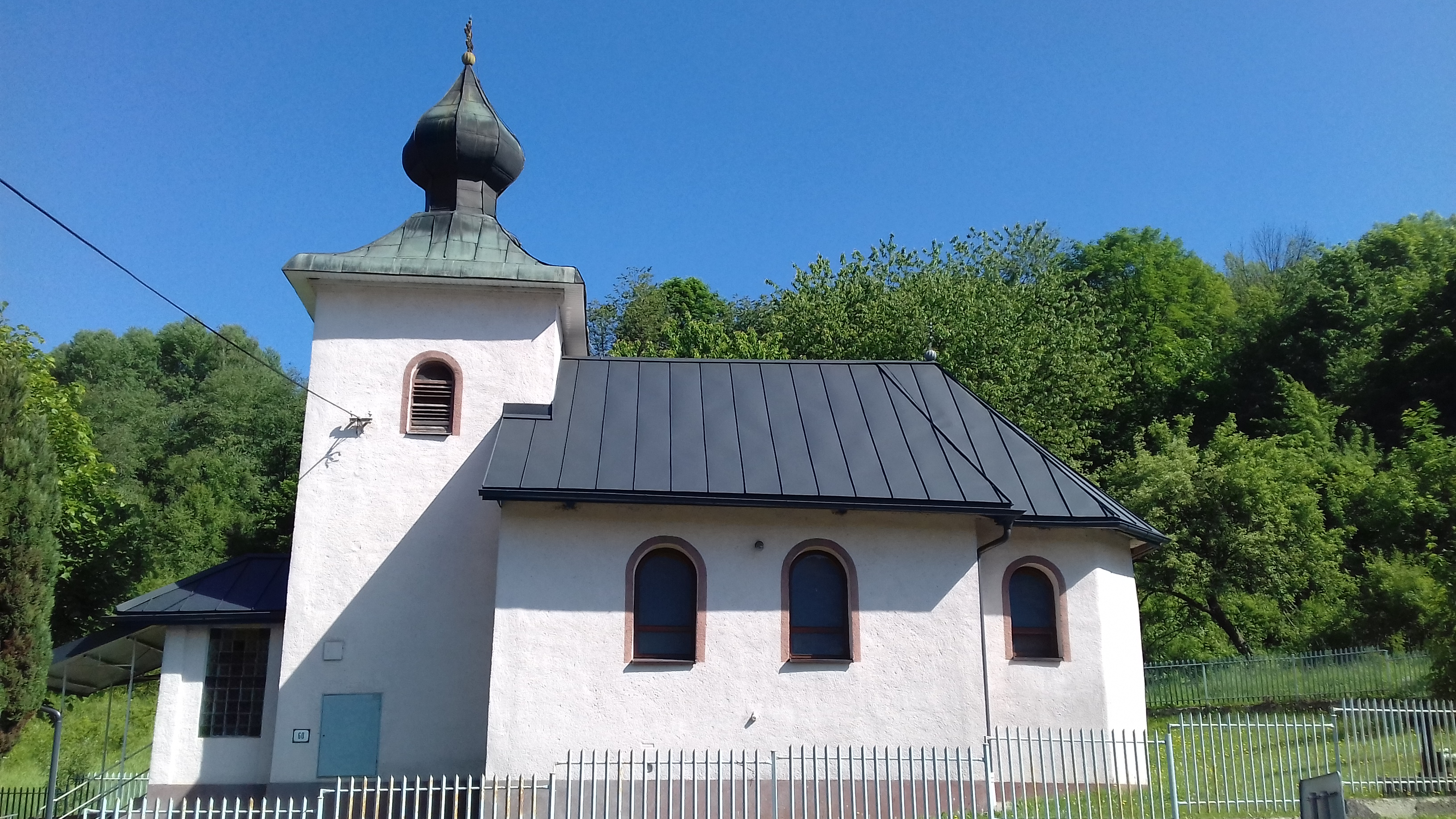
Cerkiew greckokatolicka Narodzenia Przenajświętszej Bogurodzicy w Krajnej Pol'anie – filia parafii Hunkovce